# Kis prérityúk
A kis prérityúk (Tympanuchus pallidicinctus) a madarak osztályának tyúkalakúak (Galliformes) rendjébe és a fácánfélék (Phasianidae) családjába tartozó faj.

## Előfordulása
Az Amerikai Egyesült Államok területén honos. Természetes élőhelye a préri.

## Külső hivatkozások
- Képek interneten a fajról